# 林信吾
林 信吾（はやし しんご、1958年 - ）は、日本のノンフィクション作家・ジャーナリスト。

## 人物・略歴
東京都板橋区出身。1977年東京都立志村高等学校を卒業し、神奈川大学に入学するが、入学4日目に「自主卒業式」を挙行し中退した。
1983年から10年間イギリスに滞在し、その間の1987年、現地コミュニティー紙『英国ニュースダイジェスト』記者となる。1990年、ヨーロッパで初めての週刊日本語新聞『欧州ジャーナル』を創刊。初代編集長となる。また、この間、『地球の歩き方・ロンドン編』の企画と執筆に参加した。帰国後はフリーで執筆活動に専念している。
これまでの「イギリス・ブーム」とは異なるアプローチで英国事情を描き、有名となったが、格差問題、軍事問題、日本国憲法、サッカー、税制および福祉問題など、幅広いテーマで執筆している。
Jリーグの運営をめぐって、読売新聞社の渡邊恒雄会長を厳しく批判しており、中央公論社が読売新聞社の傘下に入った際、文庫化された著書の内容の一部について差し替えを要求されたことに伴い、版権の譲渡を拒否した。
少林寺拳法5段。

## 著書

### 単著
- 『英国ありのまま』（中央公論社、1994年）のち文庫
- 『日本国ロンドン村』（マガジンハウス、1994年）『ロンドン再発見の旅』中公文庫
- 『英国101話』（中央公論社、1995年）のち文庫
- 『イギリス・シンドローム―私はいかにして「反・イギリス真理教徒」となったか』（ベストセラーズ、1998年）
- 『自主規制せず! ―世紀末ニッポン101話』（ベストセラーズ、1999年）
- 『これが英国労働党だ』（新潮社、1999年）
- 『ロングパス―サッカー誕生から英国プレミアリーグまで』（新潮社、2000年）
- 『吾輩は「黒帯」である―日本人拳士ロンドン道場痛快修行記』（小学館、2000年）
- 『英国議会政治に学べ』（新潮選書、2001年）
- 『戦争に強くなる本 入門・太平洋戦争―どの本を読み、どんな知識を身につけるべきか』（経済界、2001年）のちちくま文庫
- 『これでもイギリスが好きですか？』（平凡社新書、2003年）
- 『あなたはハワイに住めますか』（ミスターパートナー、2003年）
- 『戦争の真実―日露戦争、大東亜戦争、そしてイラク派遣』（経済界、2004年）
- 『しのびよるネオ階級社会―“イギリス化”する日本の格差』（平凡社新書、2005年）
- 『東京・同時多発テロ―日本攻撃計画シミュレーション』（角川ワンテーマ21、2005年）
- 『反戦軍事学』（朝日新書、2007年）
- 『ネオ階級社会を待望する人々』（ベスト新書、2007年）
- 『防衛黒書』（ちくま文庫、2008年）
- 『イギリス型〈豊かさ〉の真実』（講談社現代新書、2009年）
- 『青山栄次郎伝　EUの礎を築いた男』（角川書店　2009年）
- 『超入門『資本論』マルクスという生き方』2010　新人物文庫
- 『熟年留学のススメ 50代夫婦でスペインに住む』ミスター・パートナー 2011
- 『女王とプリンセスの英国王室史』ベスト新書、2013

### 共著
- （清谷信一）『ポスト団塊世代の日本再建計画』（中央公論社、1995年）
- （石川由美）『日英カップルのロンドン暮らしの手帖』（筑摩書房、1997年）
- （清谷信一）『真・大東亜戦争―World　War 1 1915帝国陸海軍欧州ニ征ク』全17巻（ベストセラーズ、2001-03年）
- （葛岡智恭）『サッカーを知的に愉しむ』（光文社新書、2002年）
- （清谷信一）『熱砂の旭日旗―パレスチナ挺身作戦』全2巻（経済界、2002年）
- （葛岡智恭）『野球型vs.サッカー型―豊かさへの球技文化論』（平凡社新書、2004年）
- （葛岡智恭）『昔、革命的だったお父さんたちへ―「団塊世代」の登場と終焉』（平凡社新書、2005年）
- （斎藤貴男）『ニッポン不公正社会』（平凡社新書、2006年）
- （清谷信一）『すぐわかる国防学』（角川学芸出版、2006年）
- （葛岡智恭）『日本人の選択　総選挙の戦後史』（平凡社新書、2007年）
- (潮匡人、斎藤貴男、鈴木邦男）『超日本国憲法』（講談社、2007年）
- （ヤン・テフン、構成・林）『僕は在日「新」一世』（平凡社新書、2007年）
- （葛岡智恭）『今こそ知りたい消費税』（NHK出版・生活人新書、2009年）
- 『大日本「健康」帝国 あなたの身体は誰のものか』葛岡智恭共著 2009 平凡社新書
- 『ネオ階級社会はここから始まった 1974年、見過ごされた転換点』葛岡智恭共著 2010 平凡社新書

### 編著
- 『ロンドンのおいしいいただき方―旅が10倍面白くなるとっておきのトラベルガイド』（徳間書店、1996年）『達人のロンドン案内』新潮OH!文庫

### 翻訳
- ヘクター・C・バイウォーター著『太平洋大海戦』清谷信一共訳（ベストセラーズ、1994年）